# Kristof Wilke
Pour les articles homonymes, voir Wilke.
Kristof Wilke, né le 17 avril 1985 à Radolfzell am Bodensee, est un rameur d'aviron allemand.

## Palmarès

### Jeux olympiques
- 2012 à Londres,  Royaume-Uni
  -  Médaille d'or en huit

### Championnats du monde
- 2009 à Poznań,  Pologne
  -  Médaille d'or en huit

- 2010 à Hamilton,  Nouvelle-Zélande
  -  Médaille d'or en huit

- 2011 à Bled,  Slovénie
  -  Médaille d'or en huit

### Championnats d'Europe
- 2007 à Poznań,  Pologne
  -  Médaille d'argent en quatre sans barreur

- 2010 à Montemor-o-Velho,  Portugal
  -  Médaille d'or en huit